# Sām

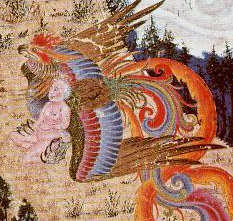
Zal und Simurgh

Sām (persisch سام) ist ein Held in der iranischen Mythologie und eine sehr wichtige Figur in dem Epos Schāhnāme. Er war der Sohn von Nariman, Enkel von Garschasp, Vater von Zāl und Großvater von Rostam. Unter König Manutschehr wirkte er als über das Gebiet von Sistan herrschender Unterkönig und Heerführer.
Als Zal, der Sohn Sams, geboren wird, wagt zunächst niemand, dem Vater den Sohn zu zeigen, da er mit schneeweißem Haar geboren wurde, was als schlechtes Omen galt. Eine Amme fasst dann den Mut, Sam die Nachricht zu eröffnen, dass er einen vollkommen gesunden Sohn habe, der allerdings mit schneeweißen Haaren zur Welt gekommen sei. Sam lehnt den Sohn zunächst ab und lässt ihn ins Elburs-Gebirge bringen, damit er dort sterbe. Doch der Vogel Simorgh, der ihn findet, nimmt ihn mit in seinen Horst und zieht ihn zusammen mit seinen Jungen auf.
Aus dem Kind wird ein kräftiger junger Mann und Sam erfährt von Karawanenführern von dem „herrlichen Jüngling“. Im Traum begegnet er einem Mann aus Indien, der ihm Nachricht von seinem Sohn bringt. Da bereut Sam seine Tat, und er beginnt die Suche nach Zal. In der folgenden Nacht erscheint ihm im Traum ein junger Mann mit einer seidenen Fahne als Anführer eines großen Heeres. Zwei Männer verteufeln ihn, dass er seinen Sohn der Wildnis ausgeliefert habe. Erschreckt durch den Traum macht er sich weiter auf die Suche und findet den Berghorst von Simorgh. Simorgh fliegt mit Zal ins Tal und übergibt ihn seinem Vater. Sam kleidet den Sohn ein und gibt ihm ein Pferd. Freudig kehren sie in die Stadt zurück.
Sam bekennt das Unrecht, das er einst an Zal begangen hat, und lässt ihn als Fürst ausbilden, damit er seine Nachfolge antreten kann. So vertritt Zal, unterstützt von den Mobaden am Hof, seinen Vater Sam, während dieser im Auftrag des Herrschers gegen Turan Krieg führt.